# Anleger Spiekeroog

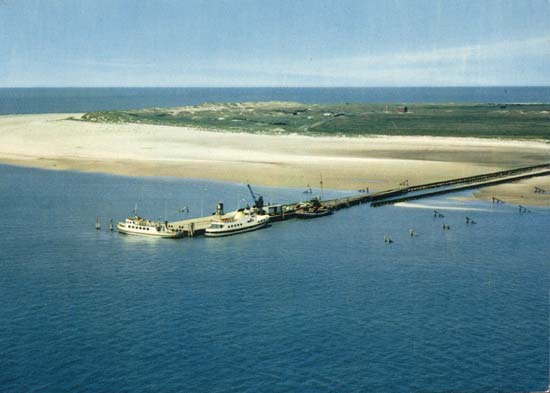
Der Anleger im Jahr 1970

Seit 1891 gab es auf der ostfriesischen Insel Spiekeroog nacheinander vier verschiedene Anleger, über die der Fährverkehr zwischen dem Festland und der Insel abgewickelt wurde. Sie wurden nach Zerstörung oder Verschleiß durch Sturmflut oder Eisgang immer an gleicher Stelle an der Südspitze der Insel neu errichtet. Vom Anleger verkehrte die Spiekerooger Inselbahn zum Inseldorf von Spiekeroog. Seit 1981 gibt es einen ortsnahen Hafen südlich des Dorfes, so dass Inselbahn und Anleger nicht mehr notwendig sind und aufgegeben wurden.

## Zeit vor den Anlegern

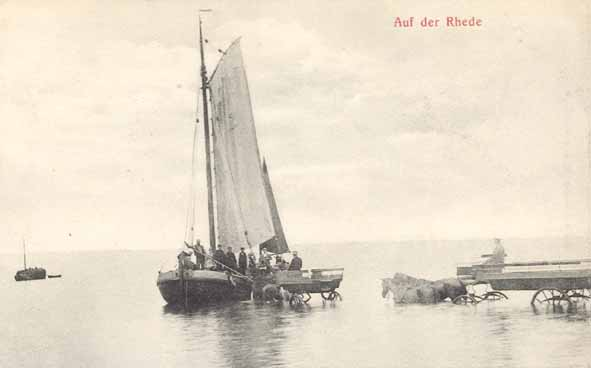
Passagiere stiegen um 1880 vor Spiekeroog aus dem Fährschiff in Pferdewagen um

Vor 1891 gab es in Spiekeroog keinen Anleger. Schiffe, die zur Insel fuhren, konnten nirgendwo anlegen. Daher ließen sie sich bei ablaufendem Wasser in der Nähe des Strandes trockenfallen. Die Passagiere mussten die letzten Meter durch das verbleibende Wasser oder den Schlick zu Fuß zurücklegen; später wurden Pferdewagen eingesetzt, um Passagiere und Güter durch das Watt oder das flache Wasser vom Schiff an Land zu bringen.

## Erster Anleger 1891–1926

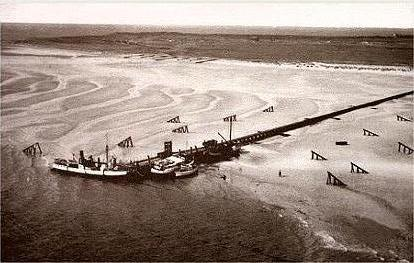
Der erste Anleger um 1920

1891 konnte ganz im Süden der Insel der erste Anleger eröffnet werden, gebaut aus der Ladung eines gestrandeten Holzfrachters. Für die Verbindung in den Ort wurde von der bestehenden Pferdebahn ein Abzweig und eine neue Strecke durch die Salzwiesen zum Anleger angelegt. Im Bereich des Anlegers war das Gleis auf dem Wattboden verlegt und bei Hochwasser überspült. Die auf dem Anleger verlaufenden Gleise wurden nur von einer Gepäcklore benutzt, während die Passagiere erst hinter dem Anleger in die Pferdebahn einstiegen.

## Zweiter Anleger 1926–1949

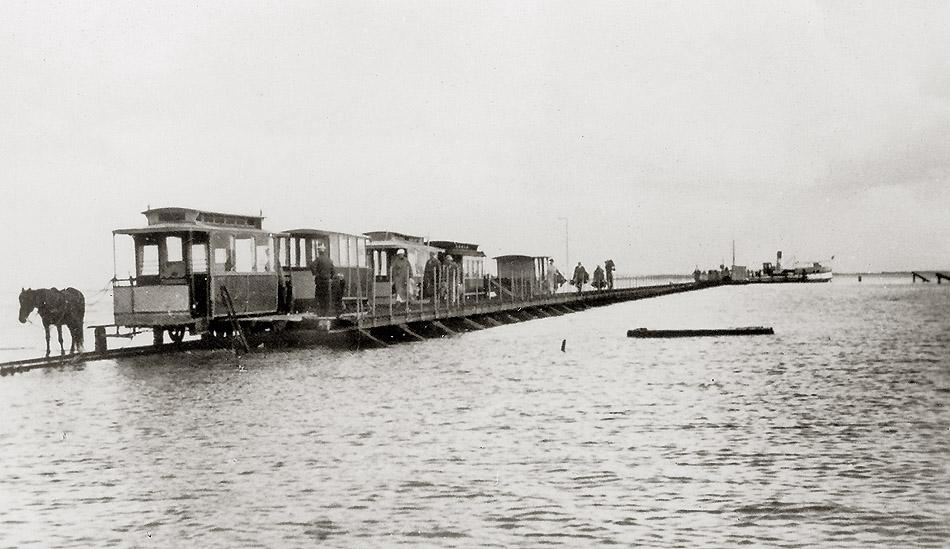
Der zweite Anleger um 1930

1927 wurde ein neuer Anleger gebaut, nachdem der alte im Winter 1926 durch Eisgang zerstört worden war. Das Gleis verlief nach wie vor auf dem Wattboden.

## Dritter Anleger 1949–1969

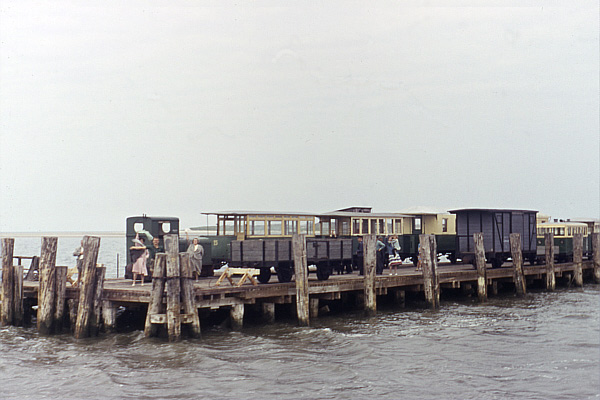
Der dritte Anleger im Jahr 1955

Westlich des bisherigen Anlegers wurde 1949 ein Anleger neu gebaut, so dass Fährschiffe direkt daran anlegen und die Bahn über eine Pfahljochstrecke auf den Anleger fahren konnte. Nach 1969 wurde er nicht mehr genutzt, blieb aber als Eisbrecher stehen. Die Reste davon waren auch noch nach 2009 zu sehen.

## Vierter Anleger 1962–2009

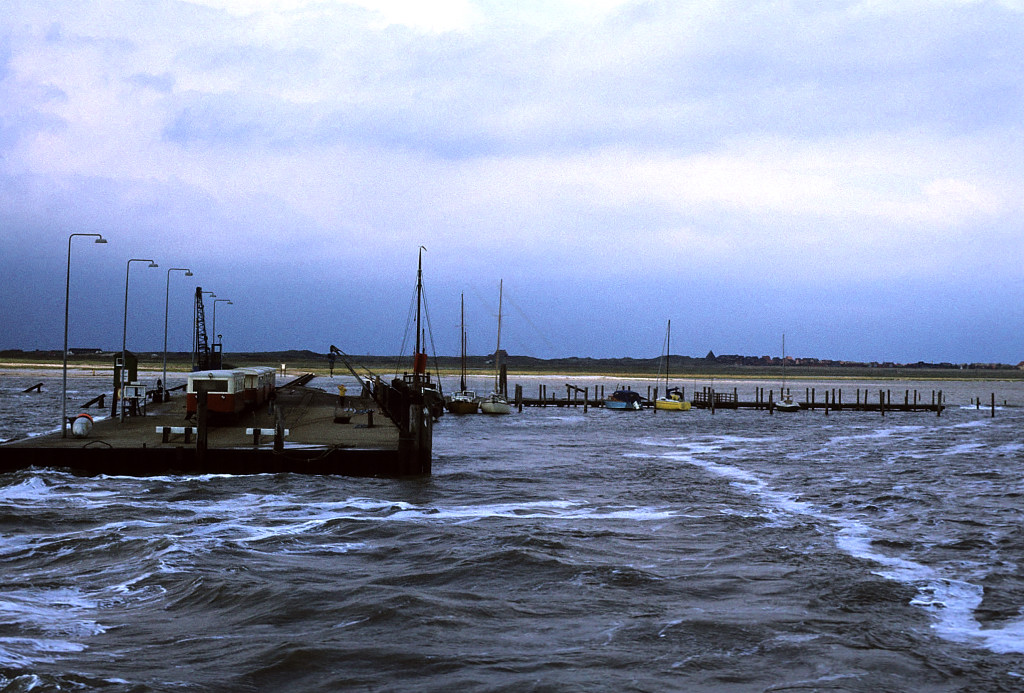
Der vierte und letzte Anleger im Juni 1978 mit Inselbahn

Nach der großen Sturmflut vom 16./17. Februar 1962 baute das WSA einen neuen Anleger neben dem bisherigen, um die umfangreichen Materialtransporte für die Befestigungsarbeiten bewältigen zu können. Dieser Anleger war 70 Zentimeter höher als der bestehende und lag 70 Meter weiter im Wasser. Deshalb musste eine zweite Pfahljochstrecke errichtet werden. Ab 1965 durfte ihn die Inselbahn für den Personenverkehr benutzen, ab 1968 auch für den Güterverkehr. Der dritte Anleger blieb als Eisbrecher bestehen, wurde aber nicht mehr als Anleger genutzt. Der neue Anleger gehörte weiterhin dem WSA, während die Inselbahn für den Unterhalt zuständig war. Zwischen 1967 und 1981 legte auch die noch bis 2012 im Betrieb befindliche Fähre Spiekeroog III am Anleger an.
Das Gesamtbauwerk des letzten Anlegers war zeitweise rund 300 Meter lang und bis zu 20 Meter breit. Es bestand aus einem auf Holzstützen über den Strand geführten Gleis und einem bei Hochwasser in das Meer hineinragenden, mit Schienenfahrzeugen befahrbaren Schiffsanleger. Das zuführende Gleis gabelte sich auf dem Anleger in vier Gleise auf, von denen drei am Ende des Anlegers wieder zusammengeführt wurden, um Rangierarbeiten zu ermöglichen. Das vierte Gleis endete an einer Rampe, so dass es möglich war, ohne die Hilfe eines Krans größere Güter und Fahrzeuge auf einen Wagen zu laden. Insgesamt hatte der Anleger sechs Weichen.
 Nach der Stilllegung als Hauptanleger der Insel
Ab 1981 wurde der Anleger nur noch gelegentlich von Sportbooten genutzt, was aber aufgrund der zunehmenden Versandung des Hafenbeckens immer schwieriger wurde. Mit jeder Sturmflut wurde der Anleger mehr beschädigt. Es war absehbar, dass das Wasser den Anleger irgendwann vollständig zerstören würde. Das Betreten war untersagt, Teile einer früheren Umzäunung waren noch lange vorhanden. Für Touristen und Inselbewohner stellte der Anleger ein beliebtes Ausflugsziel dar. Im April 2007 wurde jedoch von der Gemeinde Spiekeroog nach 26 Jahren sein Abriss beschlossen und ab August 2009 dann durchgeführt. Ende September 2009 war der Rückbau des Anlegers bereits vollendet, heute existiert an seiner Stelle nur noch eine beim Abriss des Anlegers neu errichtete Buhne.
Bezeichnung „Alter Anleger“
Der zwischen 1981 und 2009 ungenutzte Anleger am Westende der Insel wurde von Insulanern und Touristen Alter Anleger genannt. Die Bezeichnung bürgerte sich fest ein und wurde Institution auf der Insel, so hieß es zum Beispiel „zum Alten Anleger gehen“.

## Spiekerooger Hafen 1981–heute
1981 wurde der Spiekerooger Hafen fertiggestellt; mit seiner Indienststellung wurde die Inselbahn aufgegeben. Er befindet sich circa 500 Meter südlich des Inseldorfes. Um den Hafen für die Schifffahrt erreichbar zu machen, wurde eine circa eine Seemeile lange Fahrrinne durch das Watt gebaggert. Der Hafen ist allerdings auch nur tideabhängig von der Fähre zu erreichen.

## Nachwirkung
Nachdem Ende der 1970er Jahre die gesamte Inselbahn und auch der Anleger überholungsbedürftig war, wurde 1979 mit dem Bau eines ortsnahen Hafens begonnen, von dem aus Passagiere ohne Benutzung der Inselbahn zum Ort gelangen konnten. Der Hafen wurde mit einer zwei Kilometer langen Fahrrinne und einem Hafenbecken gebaut, bevor das Wattenmeer 1986 Nationalpark und 2009 UNESCO-Weltnaturerbe wurde.
Während die Inselbahn auf Spiekeroog aufgegeben wurde, gehören die Inselbahnen auf Wangerooge und Langeoog heute fest zum Inselflair.

## Galerie der Reste des vierten, „Alten Anlegers“ (2006)

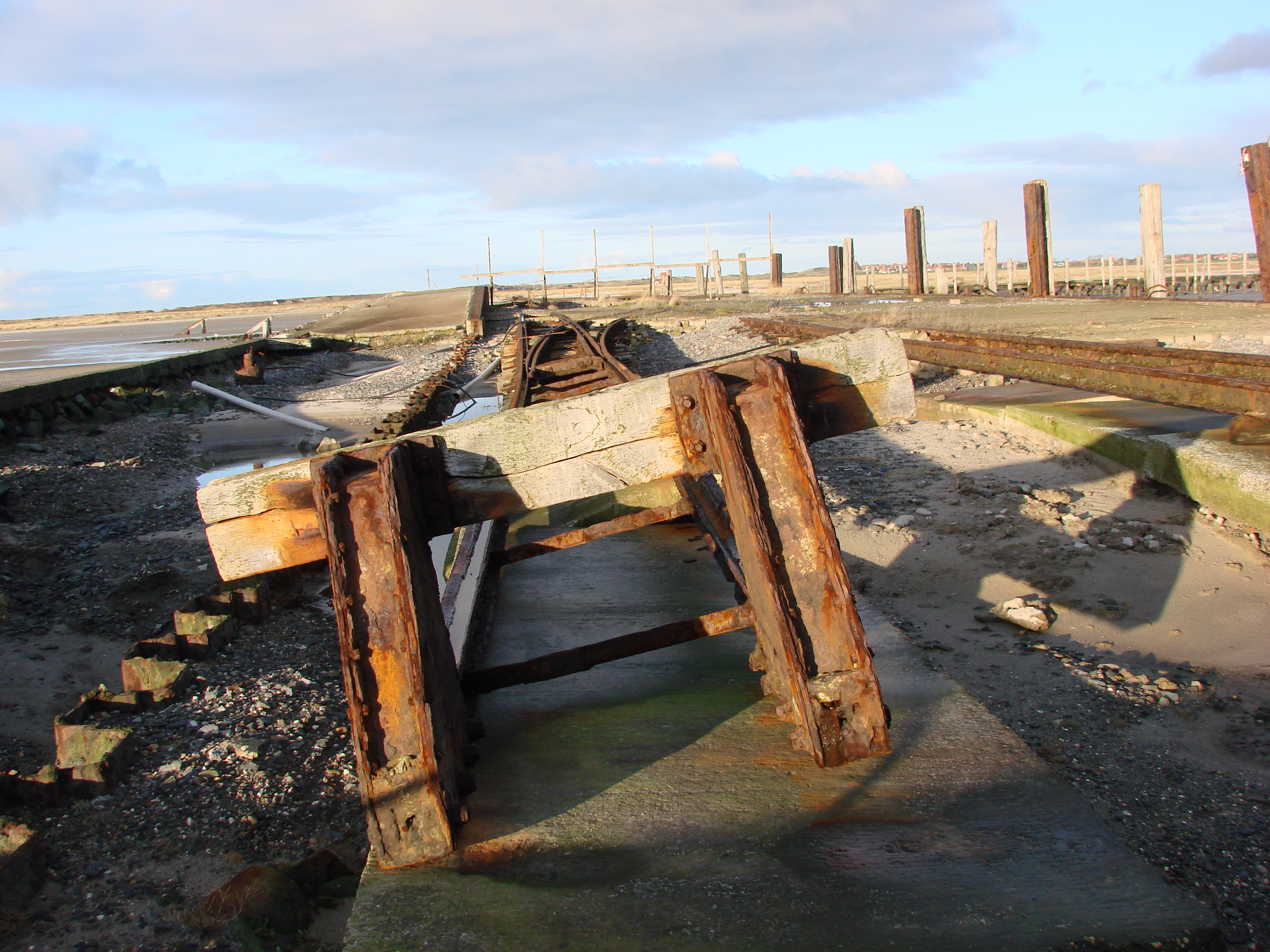
Gleisreste mit Prellbock
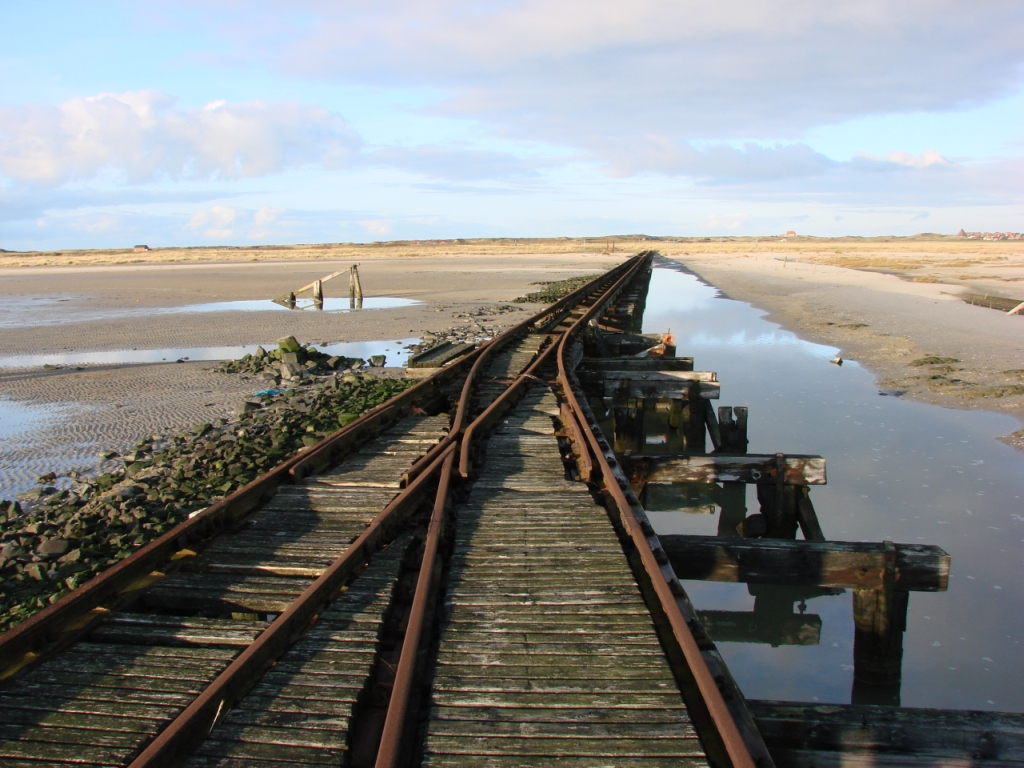
Gleisreste des Zubringergleises
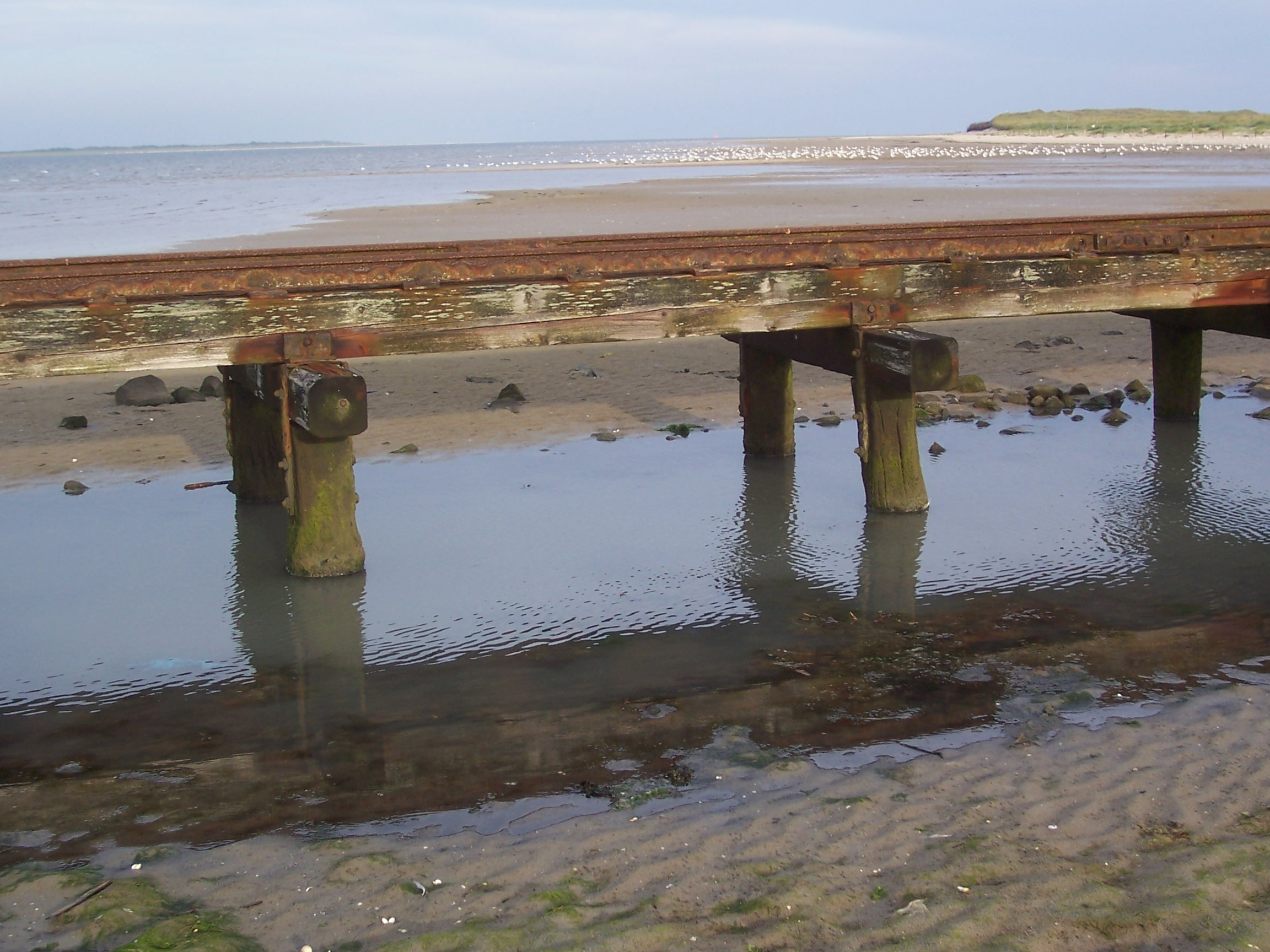
Zubringergleis der ehemaligen Pfahljochstrecke zum Anleger mit Langeoog im Hintergrund
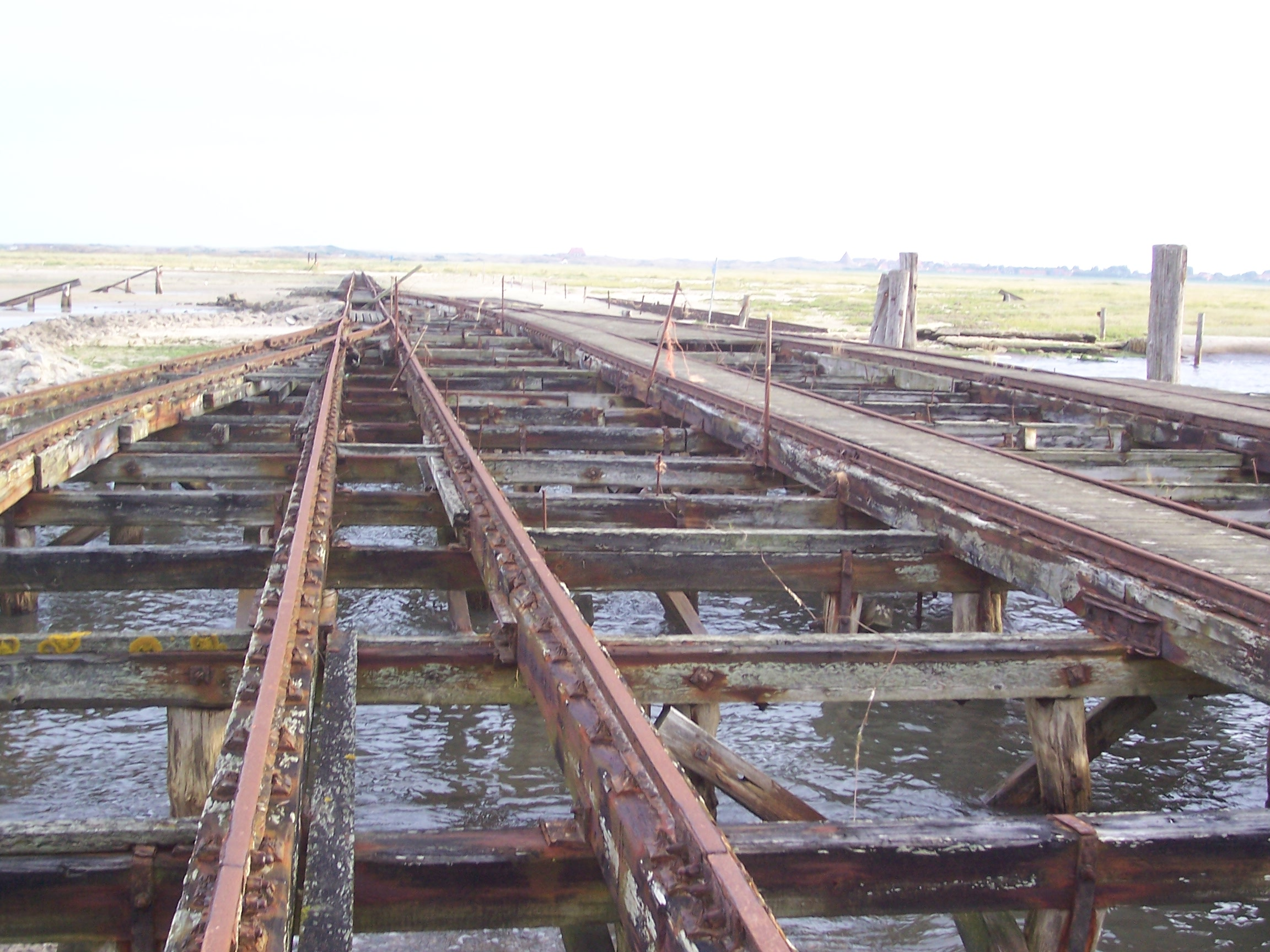
Ehemaliger Rangierbereich des Anlegers
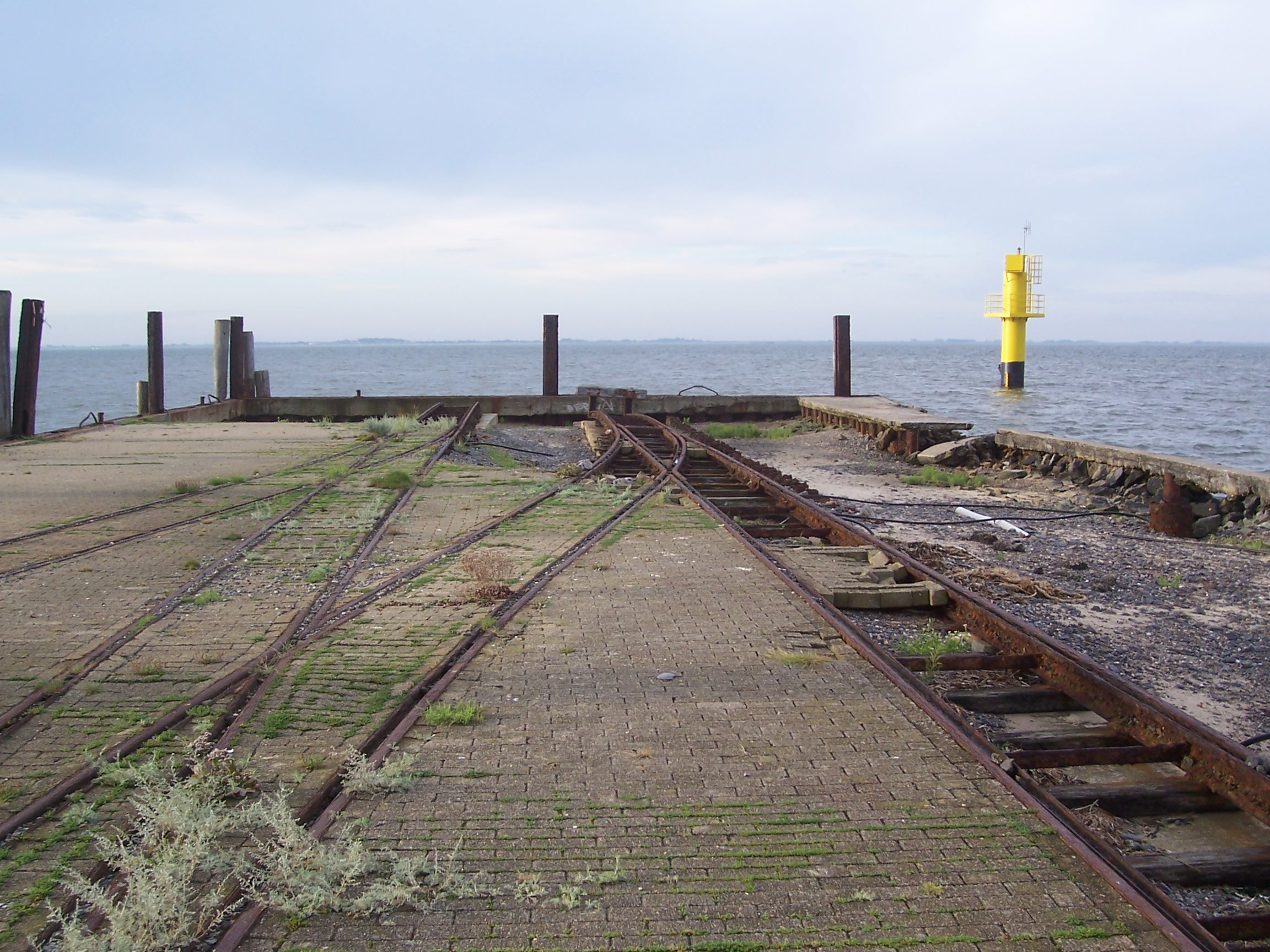
Vierter Anleger (1962 bis 2009), nach Aufgabe im Jahr 1981 als „Alter Anleger“ bekannt